# 祁阳市原种场
原种场，是中华人民共和国湖南省永州市祁阳市下辖的一个类似乡级单位。所辖区域位于城区的湘江北岸，呈狭长型沿江分布，长约5公里面积，约1700亩。是新城区核心区域。2013年时，中共祁阳县委、县人民政府决定通过招商引资进行一级开发建设，将其打造成“祁阳的陆家嘴”。

## 行政区划
下辖以下地区：
原种场虚拟社区。